# Degerby Igor-museet
Degerby Igor-museet är ett museum som ligger i Degerby i Ingå i Nyland. Museet beskriver tiderna före, under och efter Porkalaparentesen 1944–1956 då Degerby utgjorde en del av det sovjetiska arrendeområdet tillsammans med stora delar av Kyrkslätt och Sjundeå.

## Historia
Degerby Igor öppnade sommaren 1997 på initiativ av byarådet i Degerby. Museet är inhyst i två byggnader varav den gula fungerade som kommungård fram till hösten 1944 och den röda som brandstation.
Museet berättar om hur befolkningen påverkades av arrendeperioden. Utställningarna förnyas kontinuerligt allteftersom nytt material och nya berättelser tillkommer.
Förutom utställningar har museet också ett digitalt arkiv och en museishop med föremål som kan knytas till Degerbys historia. Museet kan ta emot 50 besökare på en gång vintertid och 70 sommartid.

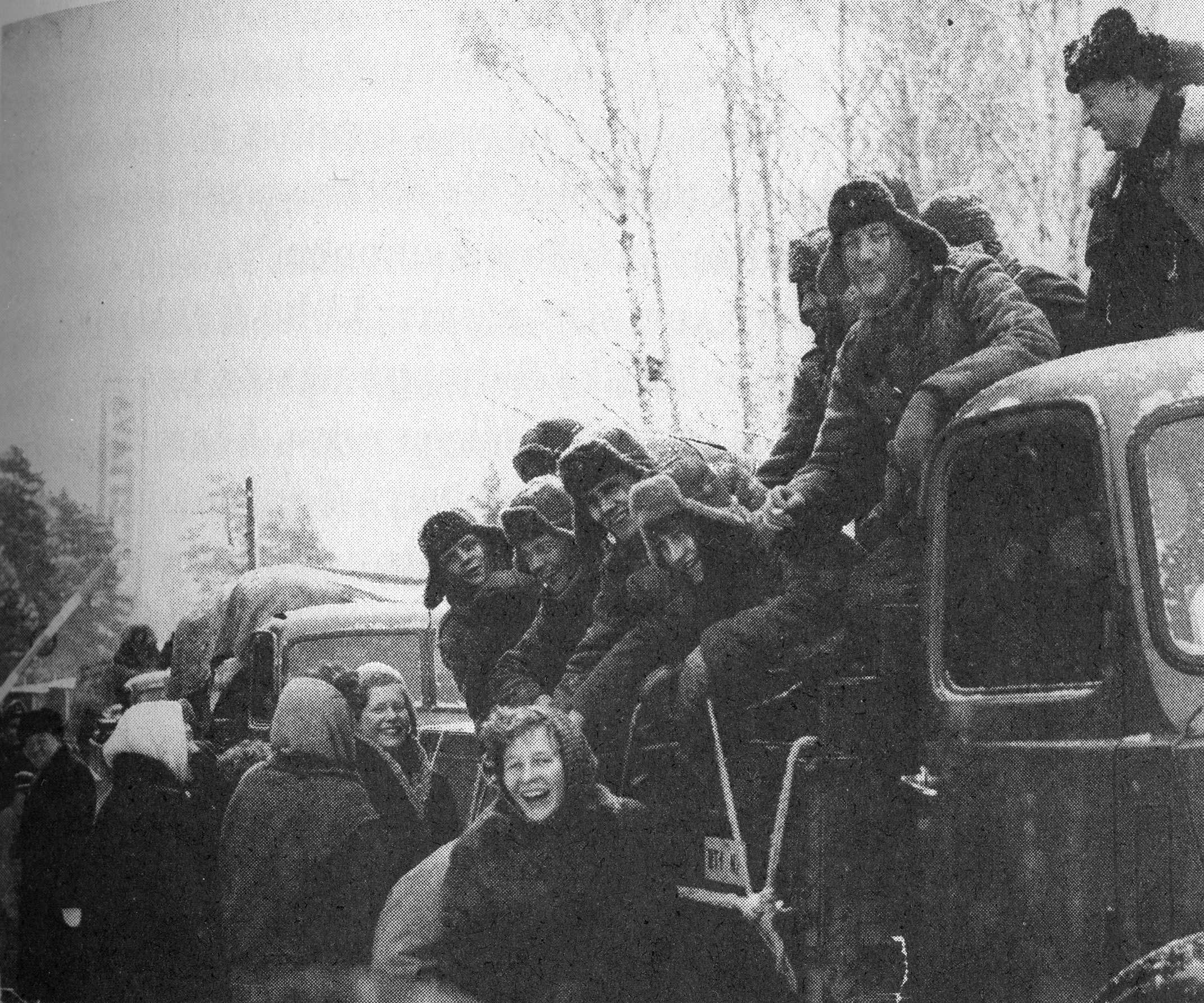
Museet beskriver Porkalaparentesen. För den evakuerade befolkningen ordnades till att börja med rundturer på området efter att gränsbommarna öppnades 26 januari 1956.
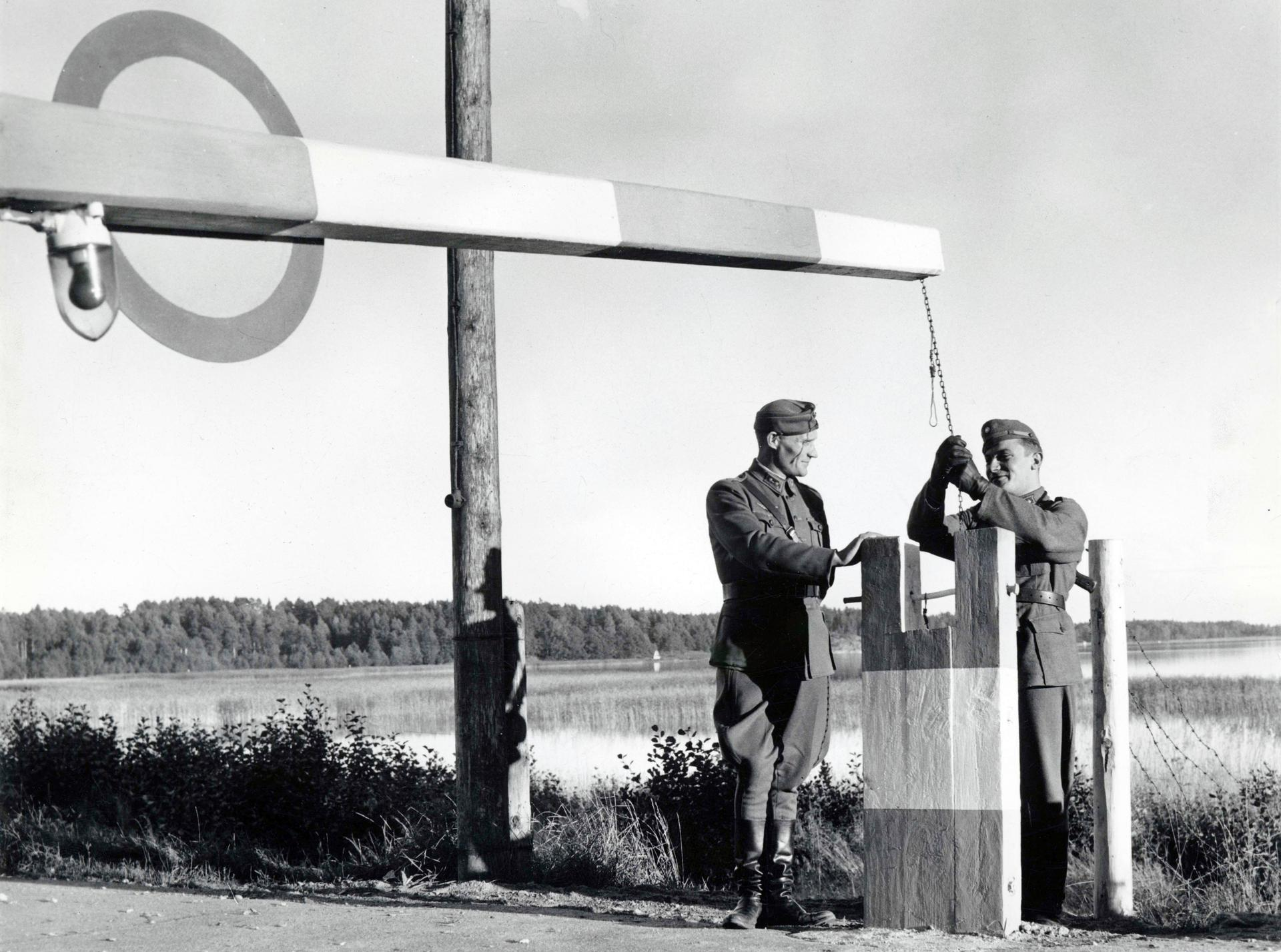
Gränsbommen på 1950-talet
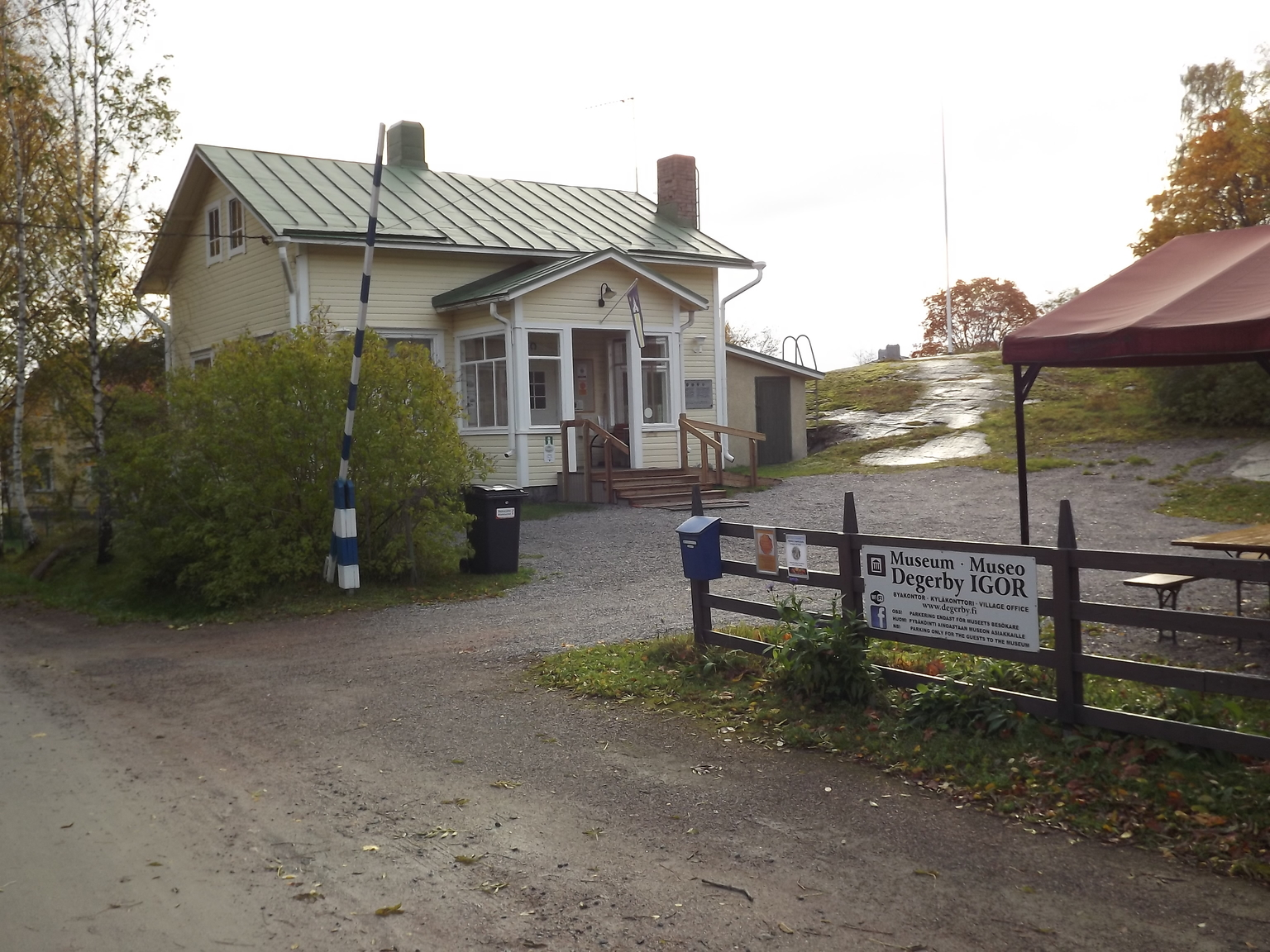
Museet Degerby Igor. Här den gamla kommunalstugan som inhyser en del av museet, den före detta brandstationen är till höger utanför bilden.
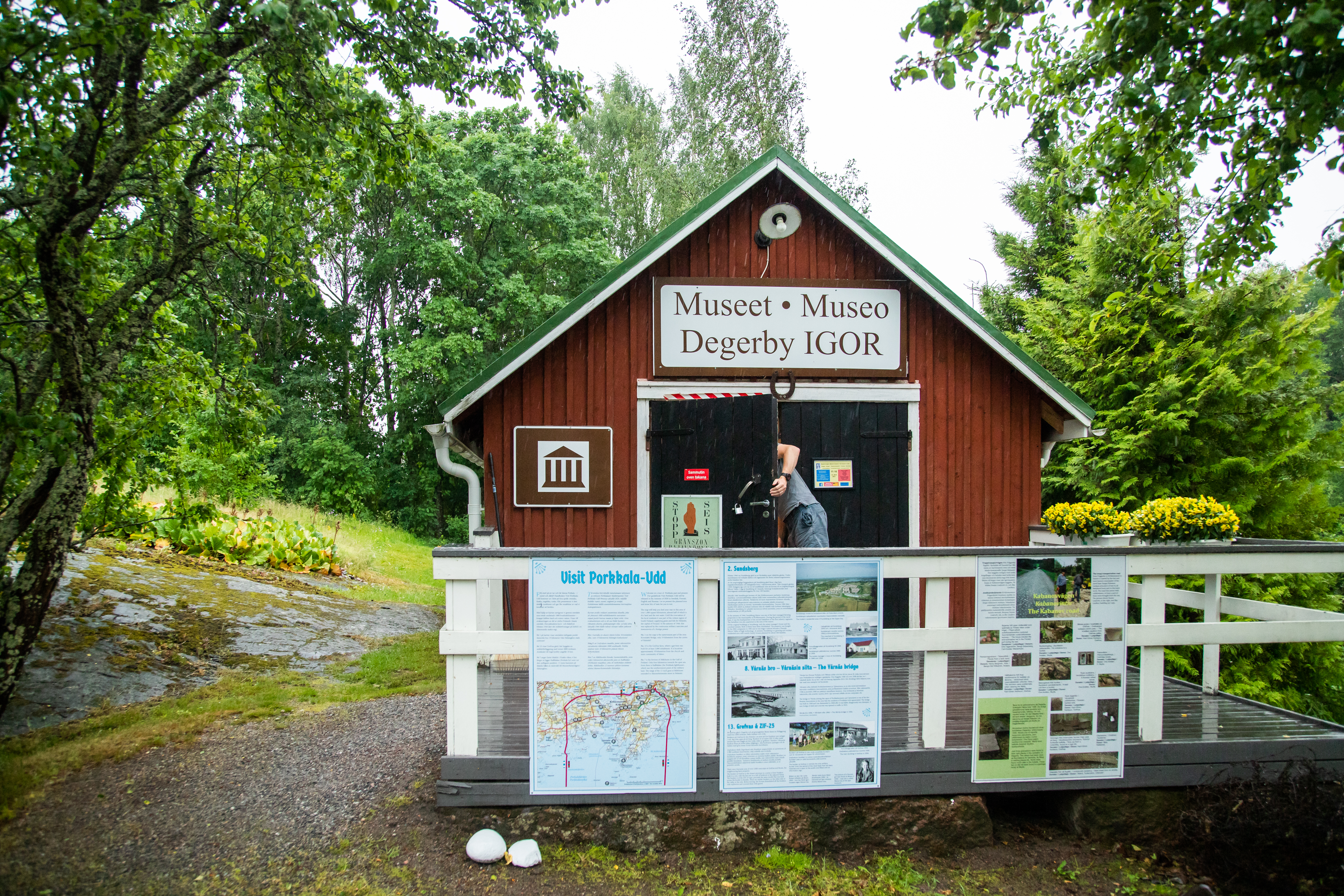
Ingången till museet